# トーゴ

トーゴ共和国
République Togolaise

国の標語：Travail, Liberté, Patrie
（フランス語: 労働、自由、祖国）
国歌：我等の祖先の地

トーゴ共和国（トーゴきょうわこく、フランス語: République Togolaise）、通称トーゴは、西アフリカに位置する共和制国家。東にベナン、北にブルキナファソ、西にガーナと国境を接し、南は大西洋のギニア湾に面する。首都はロメである。

## 概要
トーゴはサハラ以南の熱帯国で、アフリカ大陸においては波乱に満ちた歴史を持ち合わせる国の1国である。11世紀から16世紀にかけて、部族が様々な方向から同国地域に侵入して来ており、16世紀から18世紀にかけては西アフリカ沿岸部がヨーロッパ人の奴隷購入における交易の中心地であった点からトーゴ地域とその周辺地域は「奴隷海岸」と呼ばれていた。
1884年、ドイツが自国の保護領を含む地域の樹立を宣言し「トーゴラント」と呼ばれる地域を発足させる。第一次世界大戦後、トーゴラントの統治はフランスへ移譲されるものの、イギリスとフランスにより2つの委任統治領に分割された。この分割された地域のフランス領はのちに1960年にフランスから独立を果たし、現在のトーゴとなった。
トーゴは世俗国家であり、国際連合、アフリカ連合、イスラム協力機構、南大西洋平和協力地帯のメンバーとして加盟している。また、フランコフォニー国際機関、イギリス連邦および西アフリカ諸国経済共同体にも加盟している。

## 国名
正式名称はフランス語で、République Togolaise [ʁepyblik tɔgɔlɛz]（レピュブリク・トゴレーズ）。通称、Togo [tɔgo]（トゴ）。
公式の英語表記は、Togolese Republic [tougouˈliːz,-ˈliːs rɨˈpʌblɪk]（トウゴウリーズ・リパブリック）。通称、Togo [ˈtoʊɡoʊ] ( 音声ファイル)（トウゴウ）。
フランス語でRépublique du Togo、英語でRepublic of Togoと表記することもある。
トーゴはエウェ語で「川辺の村」という意味である。1884年にドイツのグスタフ・ナハティガルが沿岸の小村であるトーゴ村の族長と保護条約を結び、内陸進出の足がかりとしたため、拡大後の植民地にもこの小村の名前がそのままつけられた。

## 歴史

### 独立前

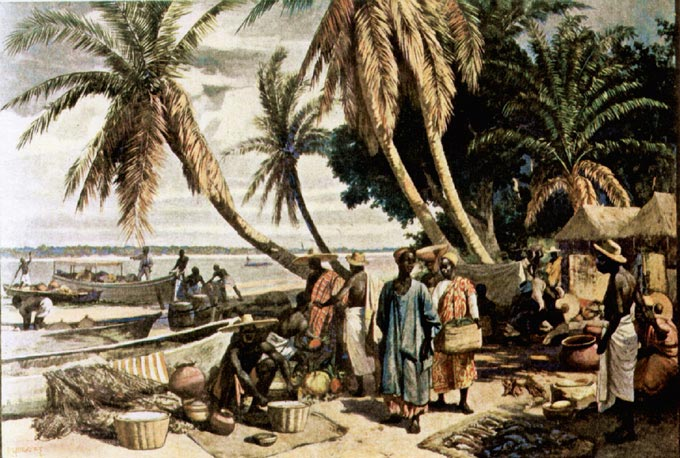
ドイツ領トーゴラント(1908年)

沿岸部には15世紀末にポルトガル人が渡来し、16世紀以降は奴隷海岸の一部として知られたが、この地域を領する大規模な国家は存在せず、19世紀まで奴隷の供給地とされていた。海岸部にあるプティ・ポポ（現アネホ）は奴隷の積み出し港であり、初期にはポルトガルが、17世紀以降はフランスがたびたび進出を図った。
1884年にドイツの探検家グスタフ・ナハティガルによって海岸地域が保護下におかれ、1885年トーゴ全域がドイツ領トーゴラントと宣言された。1914年に第一次世界大戦が勃発するとトーゴラントは速やかに隣接するイギリス・フランス両国の植民地軍によって占領され、ドイツが敗戦すると国際連盟委任統治領とされて、東部3分の2を占めるフランス領トーゴランドと西部3分の1を占めるイギリス領トーゴランドに分割された。1946年には国際連合の信託統治領へと改組されたが、植民地支配が継続されたことに変わりはなかった。
1950年代に入りアフリカ諸国の独立が視野に入ってくると、分割されたトーゴランドの主要民族であるエウェ人は統合を主張したものの、1956年に行われたイギリス領の住民投票では西隣のイギリス領黄金海岸との併合が可決され、1957年、イギリス領地域はのちのガーナとなる英領ゴールド・コーストと併合された。一方、フランス領地域は1946年に現地議会が設立され、1956年の住民投票で自治権を獲得した。このころには、南部エウェ人に基盤を置き完全独立を目指すシルバヌス・オリンピオのトーゴ統一委員会 (CUT)や、同じくエウェ人に基盤を置き親フランス派のニコラ・グルニツキーによるトーゴ進歩党(PTP)、北部に基盤を置くアントワーヌ・メアチの北部首長人民同盟（UCPN)といった政党も組織された。1958年の選挙ではトーゴ統一委員会が勝利し議会で安定多数を占めた。

### 独立後

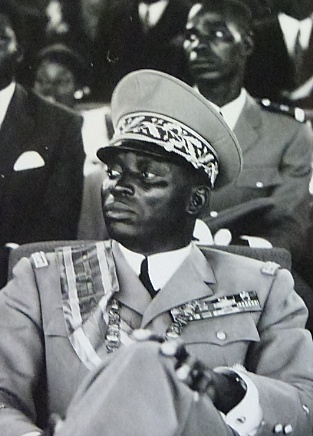
第3代大統領ニャシンベ・エヤデマ

1960年4月27日、フランス領地域が独立しトーゴ共和国が建国された。初代大統領にはシルバヌス・オリンピオが就任した。しかし、オリンピオ大統領は1961年の選挙で野党の立候補を禁じて一党制を敷くなど独裁化し、反対派を亡命に追い込んでいった。こうした中、1963年1月に、トーゴ軍への編入を拒否されたフランス植民地部隊からの復員兵がクーデターを起こし、オリンピオを暗殺した。クーデター派はすぐに民政復帰を行い、亡命から帰国したニコラ・グルニツキー元自治政府首相が大統領に就任したが、新政府はグルニツキー率いる南部派とアントワーヌ・メアチ副大統領率いる北部派が対立して再び機能不全に陥った。
こうしたことから、1967年1月にニャシンベ・エヤデマ陸軍中佐がグルニツキー大統領を追放し、4月には自ら大統領に就任した。エヤデマは1969年にトーゴ人民連合(RPT)を設立し、一党独裁の強固な支配体制を築いた。1970年代には主要産品であるリン鉱石の価格が上昇し、これを原資とした利益分配で支配体制はさらに強固なものとなった。1979年には民政移管に伴う大統領選でエヤデマ大統領が再選したものの、一党制であることには違いがなかった。
しかし1980年代に入るとリン鉱石の価格低落によってトーゴ経済は長期不況に入り、1990年からの民主化運動によって1991年7月に国民会議が開催され、民主化移行政府が設立されて実権はエヤデマ大統領から移行政府のジョセフ・ココウ・コフィゴ首相に移った。しかし民主化勢力はエヤデマと激しく対立する一方で内紛を繰り返し、軍を掌握しているエヤデマの権力は徐々に回復していった。12月には大統領派の軍が反発して首相官邸を襲撃し、コフィゴ首相はエヤデマ派との連立を余儀なくされることとなって、実権は再びエヤデマへと移った。
1993年8月、トーゴ人民連合(RPT)による一党独裁から複数政党制へ移行後初めての大統領選が行われ、エヤデマ大統領が当選した。1994年2月、議会選で大統領与党であるRPTが過半数割れし、野党の革新行動委員会(CAR)が第1党になった。エヤデマ大統領は4月、野党第2党であるトーゴ民主連合(UTD)のエデム・コジョ党首を首相に任命した。
1996年8月の選挙では与党RPTが過半数を回復し、コジョ首相は辞任した。エヤデマ大統領は新首相にRPT党員のクワッシ・クルッツェ計画・地域開発相を任命した。1998年6月21日の大統領選でエヤデマ大統領が当選したが、野党陣営は不正があったとして反発。1999年3月の総選挙では野党がボイコットする中、与党RPTが81議席中79議席を獲得した。5月エヤデマ大統領は新首相にウジェーヌ・コフィ・アドボリを任命した。2000年8月、経済立て直しの遅れを理由に、議会が首相の不信任案を可決し、アドボリ首相は辞任した。エヤデマ大統領は後任首相にアベヨメ・コジョを任命した。2002年6月27日、「議会選に向けた体制準備」としてコジョ首相を解任し、RPT党員のコフィ・サマ国民教育研究相を後任に任命した。8月、CARなど4つの主要野党は対RPT連合の結成で合意、与野党の対立が深まった。10月27日、野党のボイコットの中で議会選が実施され、RPTが81議席中72議席を獲得して圧勝した。12月30日、ほぼRPT支配下の議会は大統領の3選禁止事項を撤廃する憲法改正案を可決した。2003年11月、中華人民共和国の援助で新しい大統領府を建設し始める。

### ニャシンベ政権
2005年3月5日、エヤデマ大統領が療養のためフランスに向かう途中、飛行機の中で死去した。エヤデマは1967年のクーデターにより政権の座に就いてから死去するまでのおよそ40年近く政権の座にあり、アフリカ最長の国家指導者という事実上の独裁者として君臨した。
トーゴ共和国憲法では大統領死去の際の代行職には国会議長が就くとされているが、ナンジャ陸軍参謀長は「国会議長は外遊中であり、権力の空白を防ぐため」として、エヤデマ大統領の息子フォール・ニャシンベ設備・鉱業・電気通信相が代行職に就いたと発表した。しかし、実際はトーゴ軍が陸海空全ての国境を閉鎖したため国会のファンベア・オウアターラ・ナッチャバ議長がトーゴ国内に戻れなくなっており、「権力世襲」「憲法違反」の措置であると西アフリカ諸国経済共同体(ECOWAS)やアフリカ連合(AU)などの国際社会から非難され、2月25日にニャシンベ大統領は辞任した。議会のボンフォー・アッバス副議長が暫定大統領に就任したが、4月24日の大統領選でニャシンベが当選し、5月4日より再びニャシンベが大統領の座に就いた。しかし、選挙に不正があったとする野党側との対立で154人が死亡する流血事件に発展した。
2010年3月4日には大統領選挙が行われた。事実上ニャシンベ大統領と、変化の力同盟党のジャン＝ピエール・ファーブル総書記の一騎討ちとみられていたこの選挙では抗議デモがあった他は流血沙汰には至らず、選管はニャシンベ大統領が60.9%の票を獲得して再選されたと発表した。2015年の大統領選で、ニャシンベ大統領は3選した。2020年2月の大統領選挙では野党側が分裂したため、ニャシンベ大統領が大勝して4期目を迎えた。
2022年6月25日、同じく旧フランス領のガボンと共にイギリス連邦に加盟した。非イギリス植民地の加盟はモザンビーク、ルワンダに続く3か国目。
2024年の憲法改正により首相が大統領に代わって行政権を握ることとなり、新たな首相には4期目の大統領任期を終えたニャシンベが2025年5月3日に就任した。新憲法では総選挙での第1党党首が自動的に就任することとなっているため、これによりニャシンベは総選挙にて勝ち続ける限りは従来の権力を保持し続けることができることとなった。これは大統領のように任期や選出回数の上限を気にしなくてもよくなることを意味するため、トーゴ国内からは反対の声が巻き起こった。

## 政治

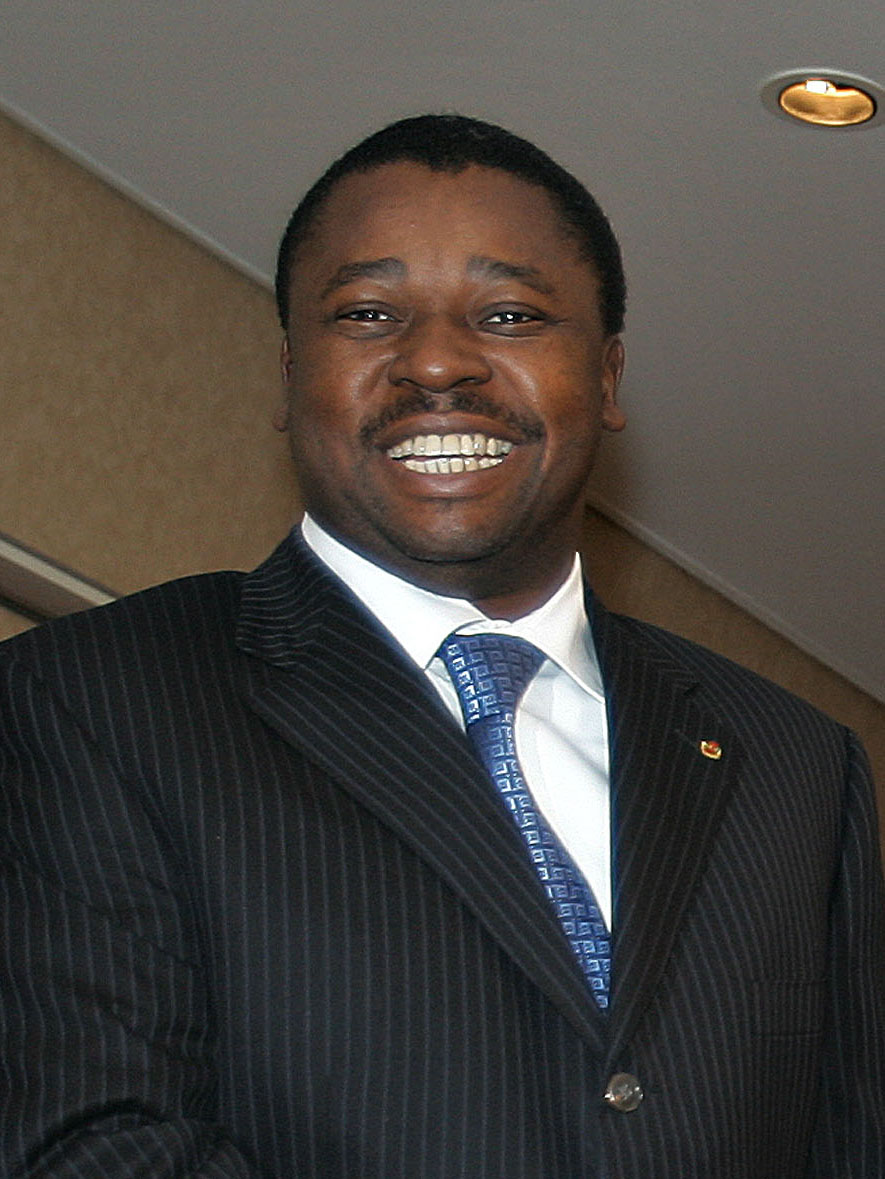
第15代首相、第4大統領のフォール・ニャシンベ。

トーゴは議院内閣制を採用する立憲国家である。首相は総選挙での第1党党首が就任し、強大な権力を憲法により保障されている。大統領は議会にて選出される。

### 行政
国家元首である大統領は議会によって審議なしで選出され、1期は6年間、任期は1期のみ。また閣僚評議会議長（首相）は総選挙での多数党党首が自動的に就任する。行政権は首相に属し、大統領は事実上の名誉職となっている。
2024年5月の憲法改正まで大統領は国民による直接選挙で選出されており、任期は5年で再選制限もなく、行政権を持っていた。2019年5月の憲法改正によって2期までの再選制限が導入されたが、憲法改正以前の任期が任期制限に含まれなかったため、改正時現職であるフォール・ニャシンベ大統領はさらに2期の再選が可能となった（実際に2020年選挙では4選されている）。2024年3月には大統領を議会で審議なしで選出し、また1期を6年とする憲法改正案が議会で可決されたが、野党が反発したため議会に審議が差し戻されるなど混乱が続いた。最終的には政府が野党による反対運動を抑え込み、2024年4月29日に投開票された総選挙で与党圧勝の暫定結果を受け、5月7日にニャシンベ大統領が新憲法案に署名。改正時現職であるニャシンベについてはこれまでの任期は再選制限に含まれないこととなったが、実際には2025年5月3日の任期満了をもって大統領を退任し、2024年総選挙時の党首として首相に就任し引き続き行政権を手にした。
内閣に相当する閣僚評議会は首相および閣僚で構成されるが、2024年の憲法改正までは実際の行政権は大統領が行使し、閣僚評議会はその執行機関に過ぎなかった。よってその権力は極めて小さく、大統領の補佐機関のような存在であった。2024年5月の憲法改正で議会選挙の多数党党首は新設された閣僚評議会議長という役職に自動的に就くこととなったが、これは事実上の首相ポストであり、総選挙で勝ち続ける限りこのポストに就くことができるため、特定の人物が再選制限を回避して権力を握り続けるための仕組みとも指摘され、トーゴ国内からは反対の声もあった。
現首相・第4代大統領であるフォール・ニャシンベは第3代大統領のニャシンベ・エヤデマの息子であり、1967年以降55年以上にわたってエヤデマ家の統治者による支配が続いている。

### 立法
議会は二院制。2025年までは一院制で、下院に相当する国民議会（113議席、任期5年）しか存在しなかったが、2024年の憲法改正で上院にあたる元老院（61議席、任期6年）が設置された。上院選挙における投票権を有するのは市議会議員と地方議会議員のみで、定数61人うち41人を選出し、残り20人は大統領が任命する。

### 政党
主要政党にはトーゴ人民連合（RPT）がある。RPTは旧独裁政党で、現行憲法により複数政党制が承認されてからも、議会内で圧倒的多数を占める支配政党である。他の主な政党には変化の力同盟（UFC）、パン・アフリカン愛国連合（CPP）があるが、いずれもRPT寄りか、政治勢力が小さいため、政権交代の可能性は極めて低い。南北の対立が政治的に激しく、独立時は南部のエウェ人が権力を握っていたが、1967年以降エヤデマ一族が権力を握ると北部が優勢となった。

### 司法
トーゴの司法は、フランス司法の影響を強く受けている面を持つ。
司法は、一般裁判所と専門裁判所の2種類の裁判所によって管理されている。

## 国際関係
旧宗主国であるフランスとの関係が深い。西隣のガーナとは旧トーゴランド植民地の帰属を巡って1960年代から1980年代にかけては激しく対立したものの、関係は改善されている。近隣諸国とは1975年に西アフリカ諸国経済共同体(ECOWAS)を結成しており、また旧フランス領西アフリカ諸国とは西アフリカ経済通貨同盟（UEMOA）を結び、共通通貨であるCFAフラン圏を形成している。

### 日本との関係
2001年1月、森喜朗が日本の内閣総理大臣として初めてサハラ砂漠以南のアフリカ諸国（南アフリカ共和国、ケニア、ナイジェリア）を訪問し、21世紀に向けた日本の対アフリカ協力基本方針を明らかにした。日本はトーゴへのODAを実施し、現在もそれは続いている。
資金援助の他にも、放送器材を提供して国営放送を支えている。日本はトーゴから綿花や魚介類を輸入している。東日本大震災において、国際熱帯木材機関を通じ復興用木材の提供を行った。

#### 駐日トーゴ大使館
- 住所：東京都目黒区八雲二丁目2-4
- アクセス：東急東横線都立大学駅北口

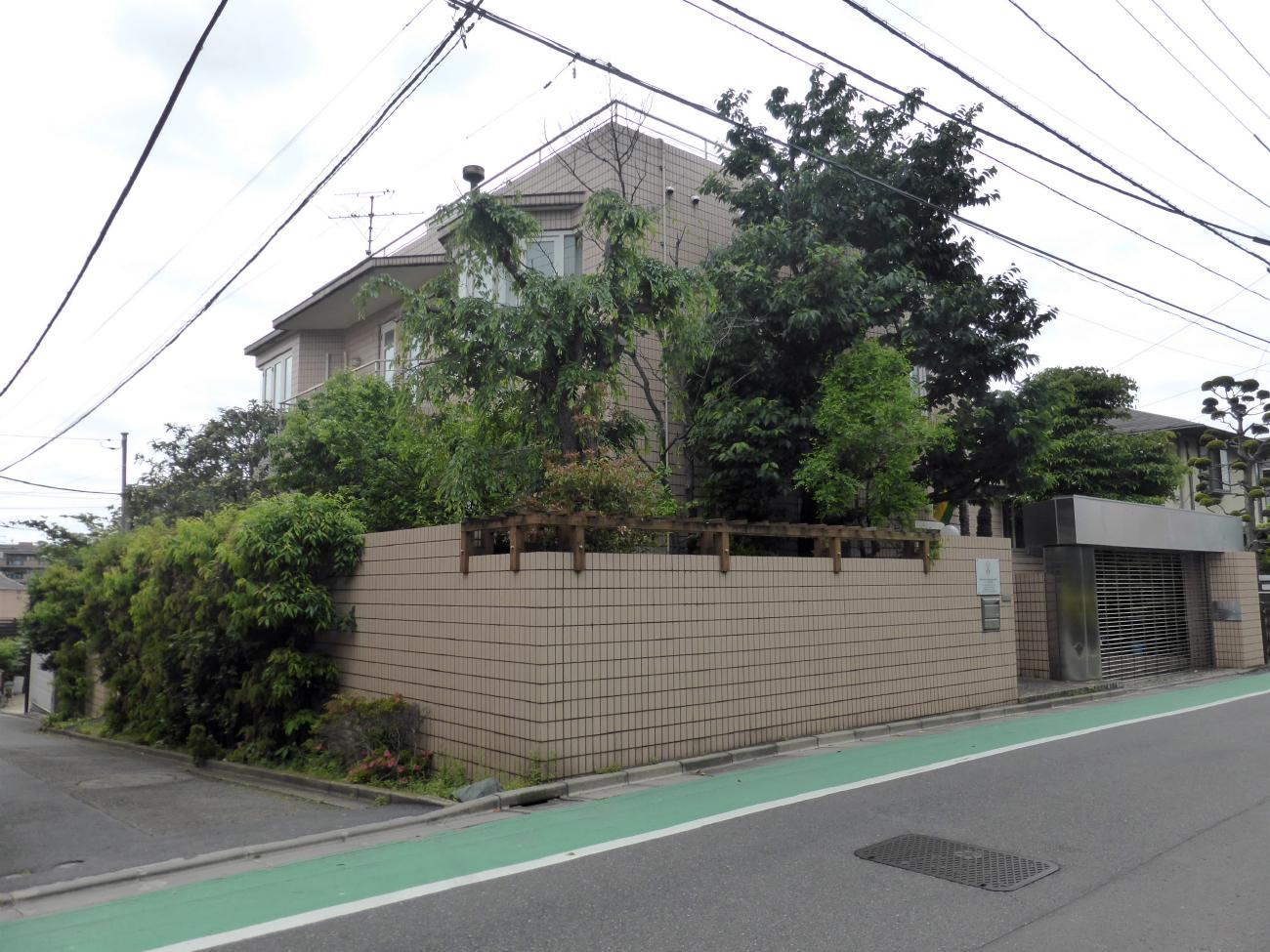
駐日トーゴ大使館全景
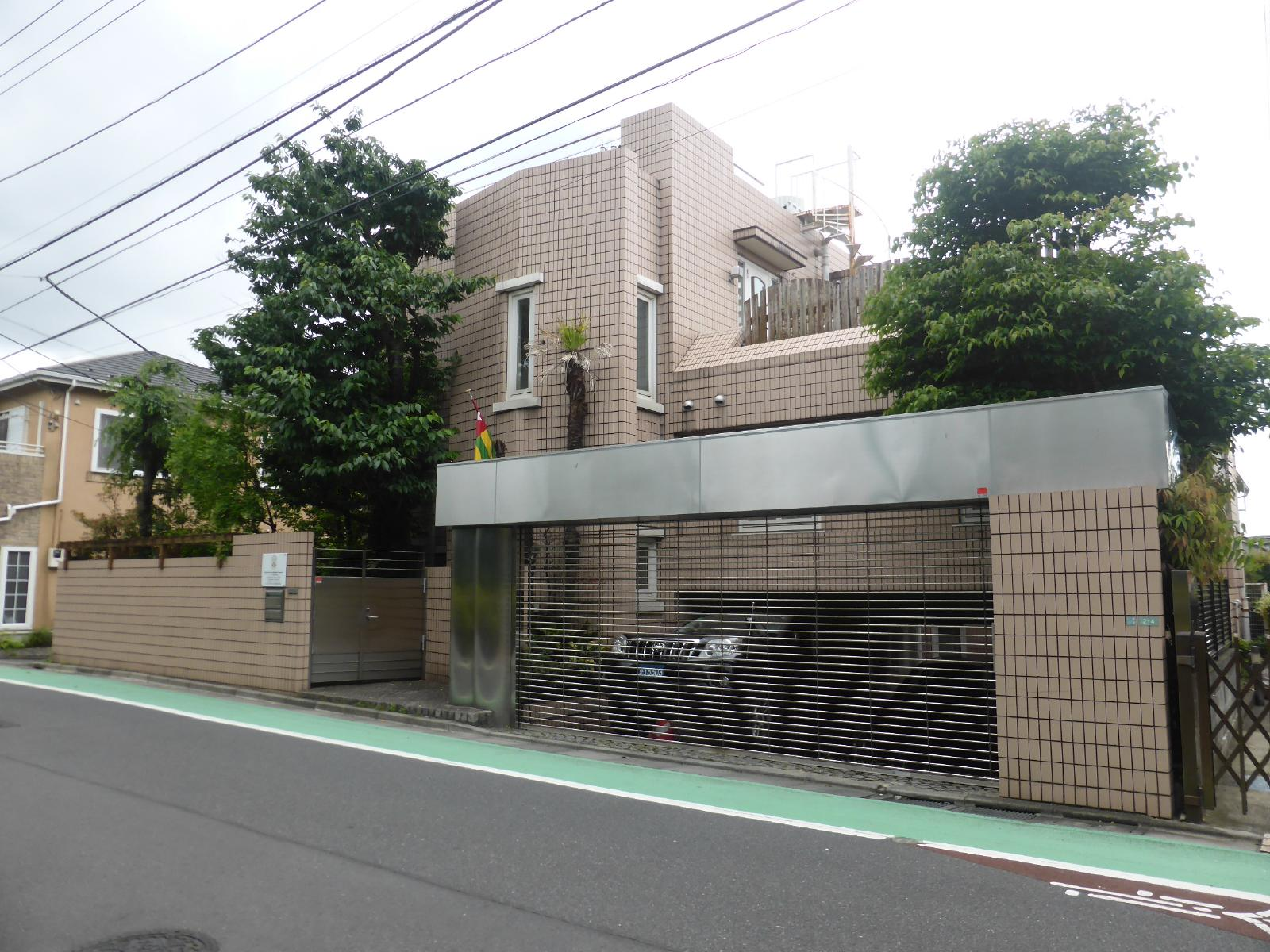
トーゴ大使館正面玄関
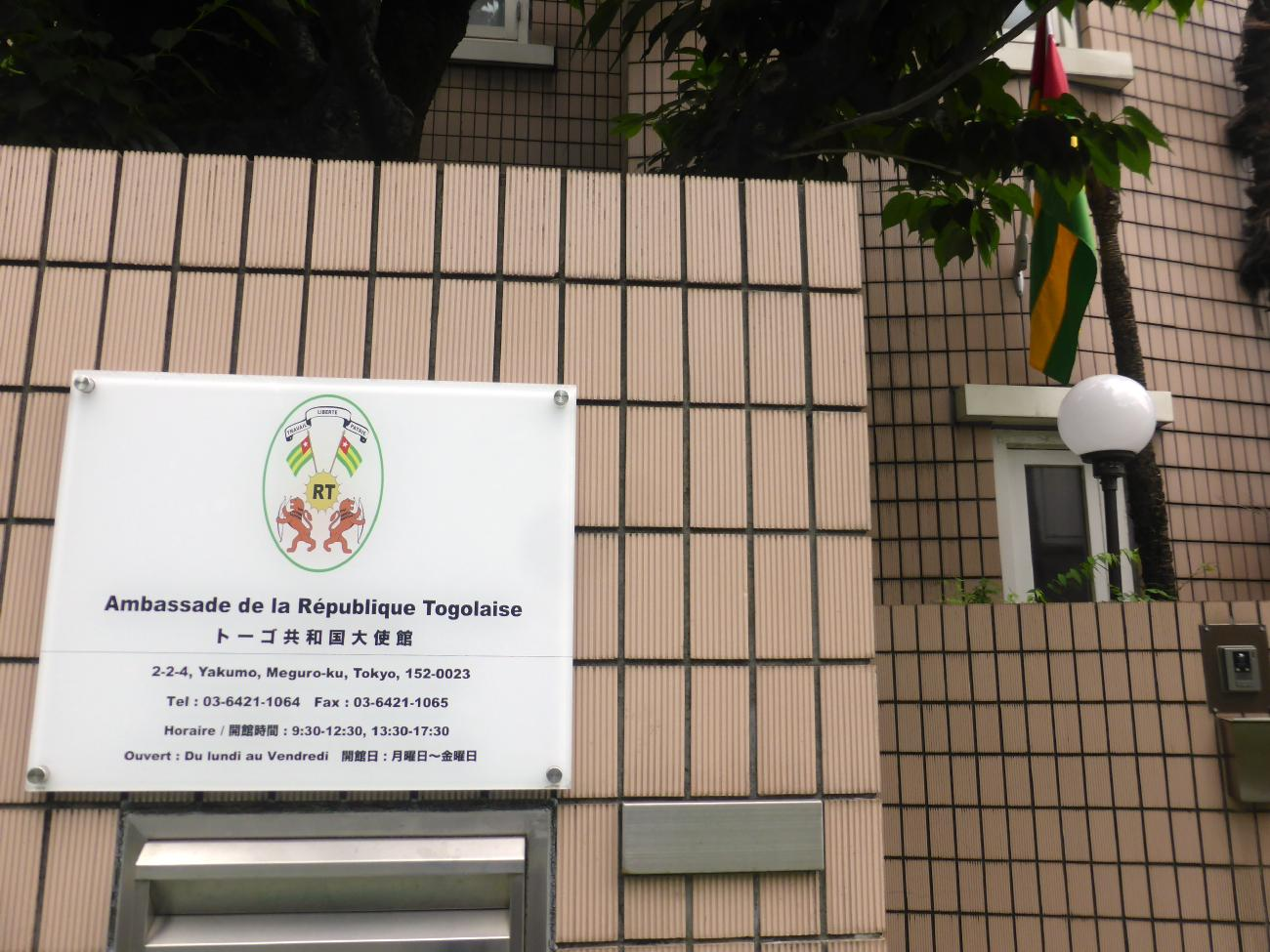
トーゴ大使館プレート

トーゴに日本の在外公館は存在せず、在コートジボワール日本大使館が兼轄している。トーゴは東京の目黒区に在日本トーゴ大使館を置いている。
在留日本人数 - 3人（2021年10月現在）
在日トーゴ共和国人数 - 42人（2021年6月現在）

## 軍事
選抜徴兵制。兵役は2年。陸軍9千人、海軍200人、空軍250人。2002年の国防予算は3,300万ドル。

## 地理

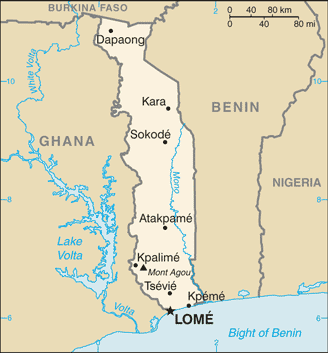
トーゴの地理

トーゴの国土は南北に510km延びているのに対し、東西は広い部分で140km、最狭部では45kmにすぎず、非常に細長い国土となっている。北部はなだらかに起伏するサバナで、中部には北東から南西にかけてアタコラ山脈が走るがそれほど標高は高くなく、この山脈に属しトーゴ最高峰であるアグー山ですら986mの高さに過ぎない。海岸平野は潟と沼沢からなるが、ギニア湾岸における少雨地帯、いわゆる「ダホメ・ギャップ」地域に含まれるため熱帯雨林は形成されず、サバナや森林が広がる。北から流れるモノ川がベニン湾に注いでいる。

### 気候
国土のほぼ全域がサバナ気候（Aw）に属する。降水量は内陸部の丘陵が最も多く、北に向かうにつれて減少するが、北部では少ない地域でも1000mm前後の降水量はある。最も降水量が少ないのはロメ周辺の海岸部であり、年間780mm程度の降水量にとどまっている。海岸は平均気温27℃、北部は乾燥した熱帯サバンナで平均気温30℃である。南部では4 - 7月と10 - 11月が雨季だが降雨量はあまり多くない。

## 地方行政区画

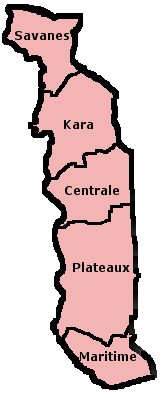
トーゴの地方行政区画

トーゴの地方行政区画は北から順に次の5つの州に分かれる。
- サバナ州
- カラ州
- 中央州
- 高原州
- 沿岸州

また、5州は首都のロメ（コミューン）と30の県に分かれている。

### 主要都市
最大都市は南部海岸にある首都のロメである。ロメは政府機能が集中するほか、深水港を持ち商業と貿易の中心となっていて市域の人口のみで84万人（2010年）、都市圏人口では179万人（2015年）を数え、トーゴでは突出した大都市となっている。人口10万人以上の都市はソコデ、カラがある。ソコデはトーゴ中部の中心都市であり、周辺の農産物の集散地である。カラはトーゴ北部の中心都市であるが、ニャシンベ・エヤデマ前大統領の生地に近いためエヤデマ政権時にトーゴ政府の集中投資を受け発展した。

## 経済

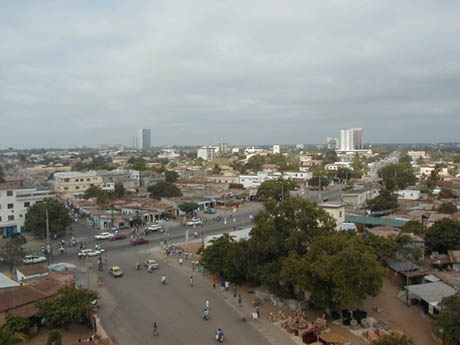
首都ロメの町並み。

農業が国内総生産 (GDP) の約39%、労働人口の約64%を占める農業国で、世界最貧国の1つとなっている。国民総所得は88億ドル(2022年） 
（1人当たり1030ドル、2023年）である。外国からの援助に依存しているが、欧州連合 (EU) は1993年8月のエヤデマ大統領当選を認めず経済援助を停止し、その後トーゴ国内の混迷に伴い数度の援助再開と停止を繰り返した。
通貨は西アフリカ諸国中央銀行が発行するCFAフランであり、隣国ベナンやブルキナファソなど近隣諸国と同一の通貨を用いている。トーゴの加盟する西アフリカ諸国経済共同体（ECOWAS）は2019年に共通通貨であるエコ(ECO)を2020年以降順次導入することを表明しており、トーゴもこの新通貨を導入する予定であるが日時は決定していない。

### 農業
農業が労働人口に占める割合は大きいものの、基本的にトーゴの農業は自給農業の色彩が強い。食糧作物としては、南部ではトウモロコシとキャッサバ、中部ではヤムイモ、北部ではトウジンビエが主に栽培されるが、生産は停滞気味である。商品作物としては南部海岸でアブラヤシ、内陸南東部におけるカカオとコーヒー、そして全土で栽培される綿花があり、独立時には総輸出の89%がカカオやコーヒーなどの農産品によって占められていたが、カカオとコーヒー栽培は衰退しつつある。輸出農産品としては綿花が最も大きく、2016年度には総輸出の7.2%を占めた。

### 鉱工業
トーゴの最大の鉱物資源はロメ近郊のハホトエで採掘されるリン鉱石である。1969年時点には14万3000トンだったが、1991年には296万5000トンまで採掘量が増加し、世界シェア10位に達した。しかしリン鉱石の産出は減少傾向で、2003年時点には53万トン、2015年には40万トンまで減少しているが、それでも2016年にはリン鉱石は総輸出額の11%を占める最大輸出品となっている。このほか、セメントの生産も行われており、2016年には輸出の8%を占めていた。鉄鉱石の生産もわずかに行われている。

## 交通
ロメ港は良く整備されており、トーゴ国内のみならずブルキナファソやマリ、ニジェールといった内陸諸国の外港ともなっているため、トーゴ経済における比重は高い。道路は、ベナン国境から海岸線を走り、ロメを通りガーナへと抜ける東西幹線と、ロメから北上しソコデやカラといった国内主要都市を結んでブルキナファソへと抜ける南北幹線の2つの大幹線が完全舗装で整備されており、交易国家トーゴの動脈となっている。鉄道は、首都ロメから北276㎞のところにあるブリッタまで路線が伸びており、主に鉄鉱石の輸送を行っている。またリン鉱石輸送用の貨物鉄道が沿岸部に存在する。
ロメにあるロメ空港は近隣諸国からの国際線が多数就航しており、近隣諸国政府との共同出資によって設立されたASKY航空のハブ空港ともなっている。トーゴにはこのほか、北部のニャムトゥーグーにニャムトゥーグー国際空港が存在するものの、これは前大統領ニャシンベ・エヤデマが自らの地盤である北部の開発のために建設させた空港であり、定期便は就航していない。

## 国民

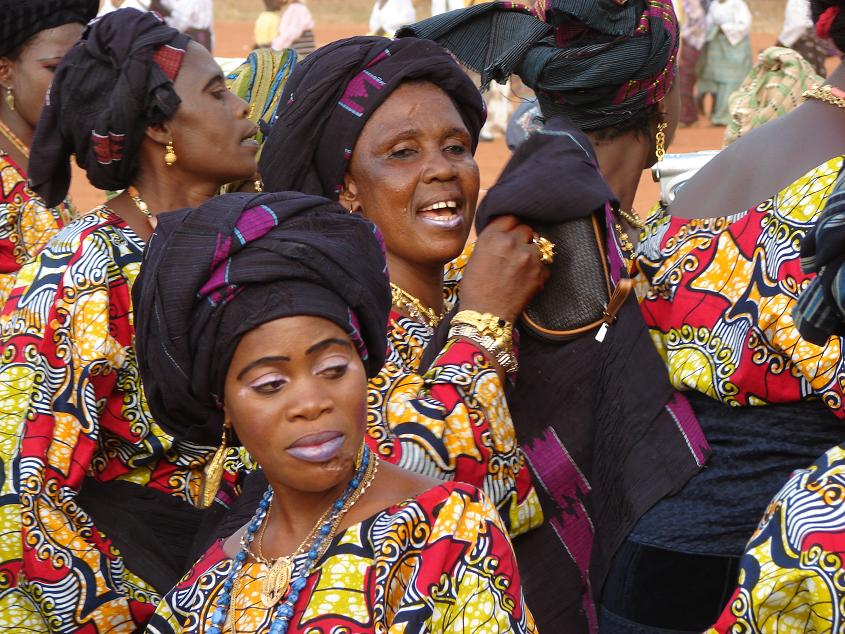
ダンスを踊るトーゴ女性

### 人口・住民
トーゴの人口は、1963年に156万人だったものが1986年には305万人、2017年には779万人にまで増加した。人口密度は1km2あたり137人（2017年）と低くないものの、地域的に見るとカビエ人が集住する北部とエウェ人の多い南部が高く、中部は人口密度が低くなっている。

### 民族
住民は、アフリカ系が99%で40以上の民族がある。最大民族は南部に住むエウェ族であり、人口の約22%を占める。このほか、北部に主に居住しエヤデマ一族の属するカビエ族が13%を占める。他にドイツ、フランスやレバノンからの移民がいる。

### 言語
言語はフランス語が公用語だが、ボルタ・ニジェール語群のグベ語をはじめ南部のエウェ語や北部のカビエ語、ダバニ語（Dagomba）などが主要言語。北部はグル語群のモシ語やグルマンチェマ語なども話される。

### 宗教
宗教はキリスト教が47%、伝統的宗教が33%、イスラム教が14%である。

### 教育
教育制度は小学校6年、中学校4年、高校3年、大学3年であり、義務教育は小学校・中学校の10年間であるが、飛び級および落第制度が存在する。教授言語はフランス語である。。識字率は、2015年のデータで66.5%である。

## 治安
2022年01月31日時点で外務省は「ブルキナファソとの国境地帯では、ブルキナファソのテロ組織が活動領域を拡大しつつあり、日本人・日本権益がテロ・誘拐の標的となる、あるいはその巻き添えとなる可能性があることから、同地域への渡航はどのような目的であれ止めてください。」としている。また、外務省は「サバヌ州全域（ブルキナファソとの国境地帯を除く。）及びカラ州北部は、ブルキナファソとの国境地帯の治安悪化を受けて、テロの脅威が広がりつつあるとみられることから、同地域への不要不急の渡航は止めてください。」「サバヌ州全域及びカラ州北部以外の地域においても、窃盗事件や凶器を用いた強盗事件等が発生していますので、十分注意してください。」と通達している。

### 法執行機関
トーゴにおける法執行は、主に国家警察、文民国家警察、準軍事組織である憲兵隊によって分担されている。

## マスコミ
トーゴの代表的な報道機関にはトーゴ通信社（ATOP）が挙げられる。
トーゴ通信社はAFPと国際ニュースを提携している。

## 文化

### 食文化

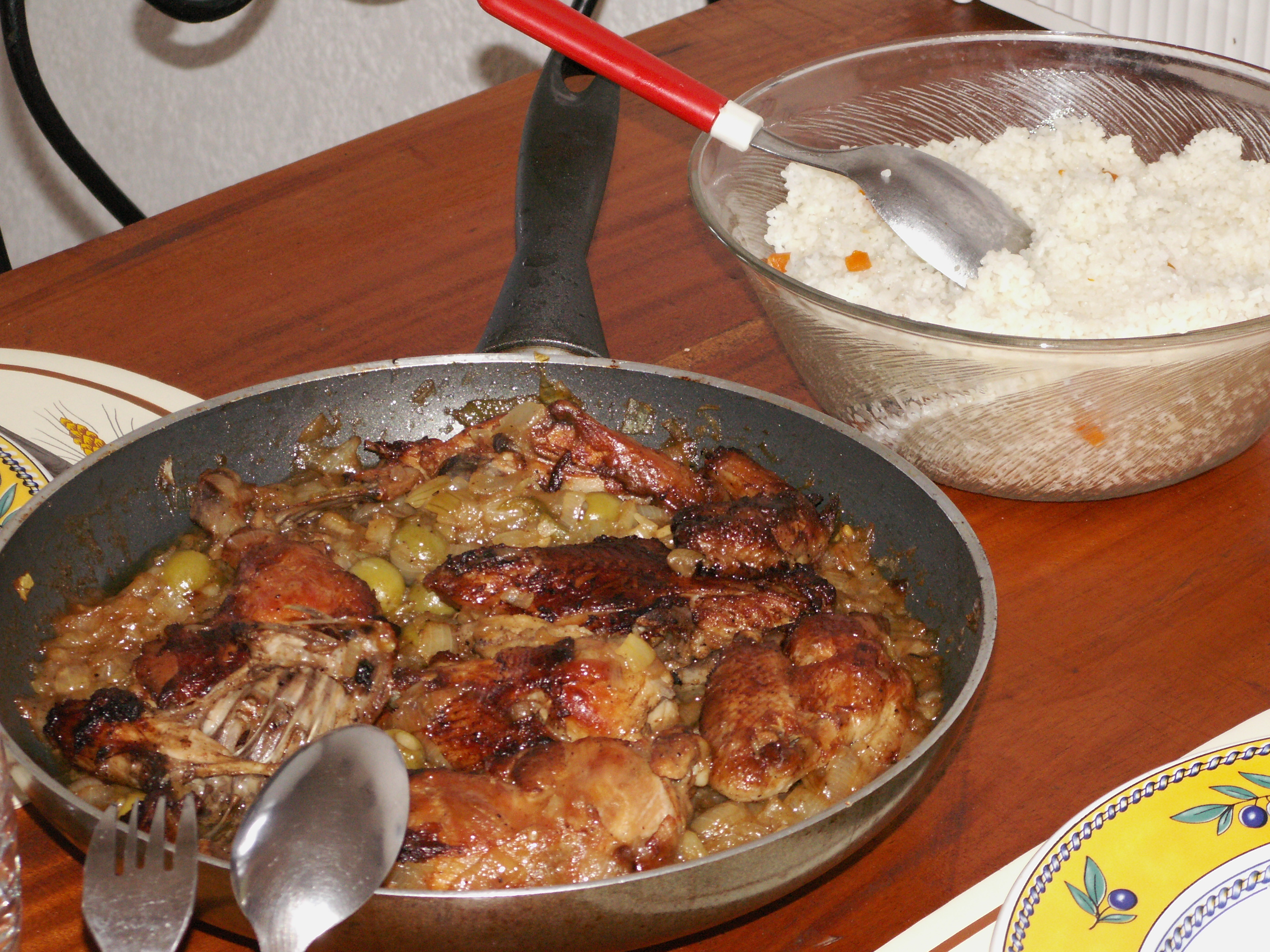
トーゴで食されている料理の一つ「ヤッサ」
鶏肉や魚を使った料理でセネガルが発祥であるが、西アフリカ一帯においては一般に食される料理となっている

トーゴ料理はアフリカ料理、フランス料理、ドイツ料理の影響を受け、それらが融合したものである。トーゴ料理には多種多様なソースやパテがあり、それらの多くはナスやトマト、ほうれん草、魚を材料としている。同国ではこれらの料理とさまざまな種類の肉や野菜を組み合わせて、風味豊かな料理が作り上げられている。屋台ではバンバラマメ、オムレツ、串焼き、軸付きとうもろこし、焼きエビなどの料理が販売されている。

### 音楽
ベラ・ベロー、アコファー・アクサー、アフィア・マラ、イタディ・ボニー、ウェルボーン、キング・メンサー、ジミ・ホープなど、国際的に有名な人気エンターテイナーを数多く輩出している。

### 映画
トーゴにおける映画監督にはマルセリン・ボッソウが挙げられる。ボッソウはベナン出身のトーゴ人で、アフリカ各地でも活動していた。

### 世界遺産

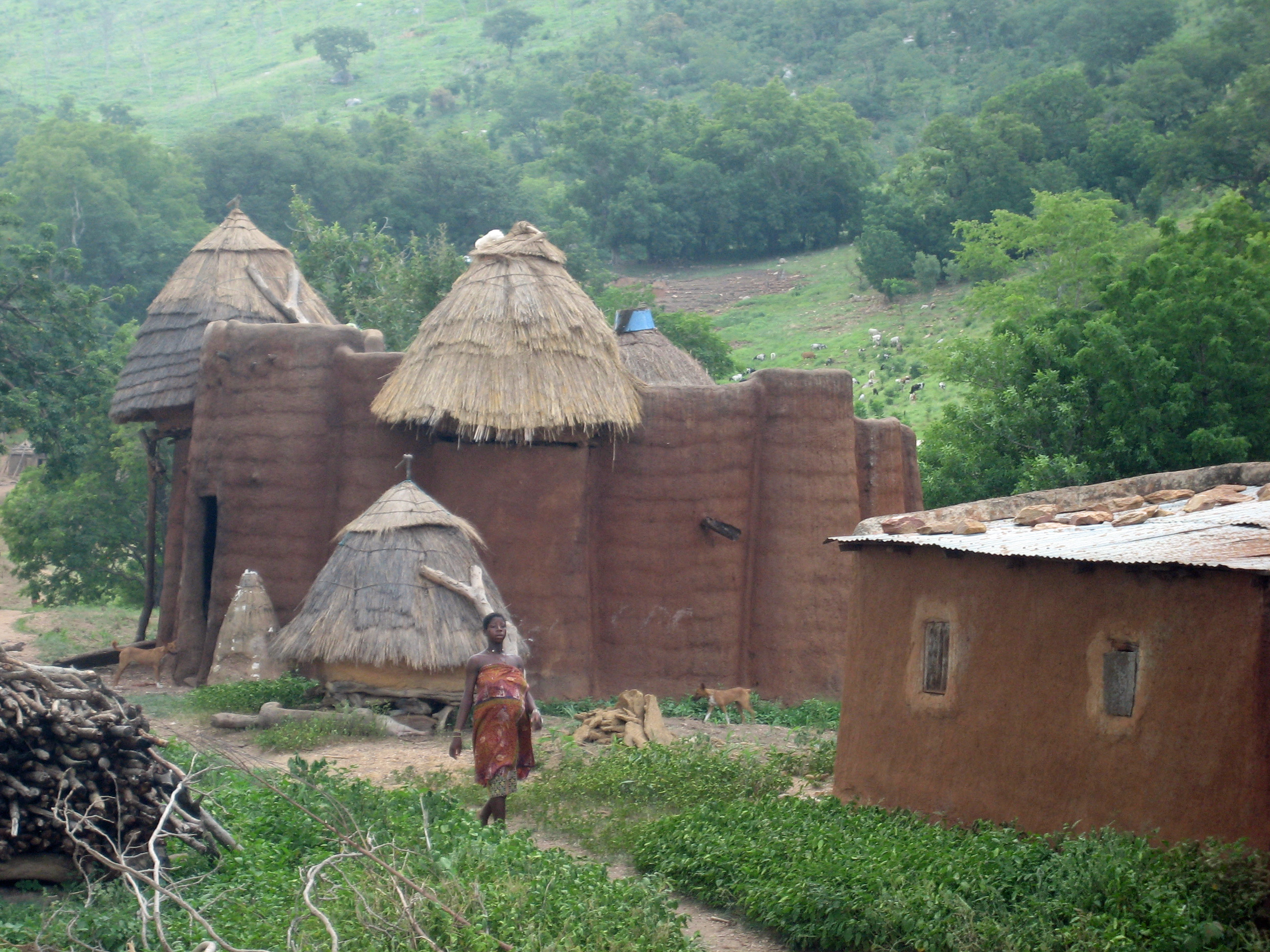
世界遺産であるバタマリバ人の土地クタマク

トーゴ国内には、世界遺産のうちの文化遺産が1件存在する。バタマリバ人の土地クタマクは2004年に世界遺産に指定された。

### 祝祭日
| 日付     | 日本語表記 | 現地語表記                | 備考 |
| -------- | ---------- | ------------------------- | ---- |
| 1月1日   | 元日       | Jour de l'an              |      |
| 4月27日  | 独立記念日 | Fête de l'indépendance    |      |
| 5月1日   | メーデー   | Fête nationale du travail |      |
| 6月21日  | 殉教者の日 | Jour des Martyrs          |      |
| 12月25日 | クリスマス | Noël                      |      |

### スポーツ
サッカー
トーゴ国内でも他のアフリカ諸国同様に、サッカーが圧倒的に1番人気のスポーツとなっている。1961年にサッカーリーグのトゴレーズ・シャンピオナ・ナシオナルが創設された。トーゴサッカー連盟によって構成されるサッカートーゴ代表は、FIFAワールドカップには2006年大会で初出場を果たしたものの、グループリーグ3戦全敗で敗退した。
アフリカネイションズカップには8度の出場歴があり、2013年大会ではベスト8の成績を収めている。トーゴ人の世界的に有名なサッカー選手としては、主にアーセナルなどで活躍したエマニュエル・アデバヨールが挙げられる。2008年にアフリカ年間最優秀選手賞を受賞するなど、トーゴ国民の英雄的な存在として知られる。

#### オリンピック
トーゴはオリンピックには1972年ミュンヘン大会で初出場し、1984年ロサンゼルス大会以後は連続して参加し続けている。2008年北京大会ではカヌー競技・スラローム男子カヤック1人乗りで、バンジャマン・ボクペティが銅メダルを獲得し同国選手として初のメダルを手にした。